# أي خدمة (مسلسل)
أي خدمة، مسلسل اجتماعي كوميدي سعودي، بدأ عرضه عام 2012. وهو من بطولة محمد العيسى وبشير الغنيم.

## القصة
يهدف المسلسل إلى توعية الناس وتنمية مهاراتهم وقدراتهم وتنمي حس الإنسانية عند المشاهدين لخدمة الآخرين. بالإضافة إلى معالجة عدد من الظواهر السلبية التي انتشرت في المجتمعات مؤخراً ومحاولة رصدها وإيجاد الحلول لها، وترسيخ عدد من المبادئ والأخلاق الحميدة في العلاقات داخل الأسرة والمجتمع. يتخلل العمل مناقشة وحل قضايا التعليم من خلال الكوميديا الهادفة الإيجابية وتكون خطاً درامياً أساسياً.
تدور أحداث المسلسل حول حمد، وهو شاب طيب خفيف الظل في منتصف الثلاثينات من عمره، لكنه عاطل عن العمل وخسران في تجارته، ويسكن عند عمه أبو زوجته والذي يميز حمد أنه يقوم بخدمته الناس وحبه لمساعدتهم، بل يميل إلى حبه للتمثيل، بالإضافة إلى حبه للتجارب، لكنه (ينزنق) بسرعة، ولديه قناعات خاطئة. يعيش حمد هو وزوجته (نورة) مع عمه (هزاع) وزوجة عمه (أم نورة)، تدور أحداث العمل في المدرسة، التي يديرها الأستاذ (صابر)، وهي مدرسة ليلية، جمعت فيها الطلاب من كبار السن، وبعض الطلاب الصغار في العمر، تتكون شخصيات طلاب المدرسة من (حمد) وعمه (هزاع)، وسواق التاكسي (عيد)، ومحصل الديون(عبد الحليم)، والفنان الغنائي (تركي)، الذي يشارك في برنامج كمطرب، وبعد فشله يذهب لبرنامج آخر خاص بالمواهب فيدخل بموهبة (المصاقيل)، بالإضافة إلى الرسام التشكيلي (ناصر). وفي سياق العمل زوجة (تركي) التي تلعب دور (نمشة) وهي تهتم في الموضة وتخاف أن يتزوج عليها زوجها، وتسكن مع والدة زوجها (أم تركي). وتأتي كل هذه التفاصيل في محاولة لتصدير بعض القضايا الاجتماعية بقوالب كوميدية تتضح من خيوط العمل.

## طاقم التمثيل
- محمد العيسى (حمد)
- بشير غنيم (تركي)
- زارا البلوشي (نورة)
- عبد الرحمن الخطيب (أ.صابر مدير المدرسة)
- عبد العزيز المبدل (عبد الحليم)
- عبد الله السناني (ناصر)
- رزيقة الطارش (أم نورة)
- مرزوق الغامدي (عيد)